# 人人都爱雷蒙德
《人人都爱雷蒙德》（英語：Everybody Loves Raymond）是美国CBS播出的一部情景喜剧。故事讲述的是体育新闻记者Ray Barone一家的日常生活，地点在纽约的长岛。此剧于1996年播出，已於2005年5月结束。

## 主要角色
| 角色                         | 演員                           | 備註                                             |
| ---------------------------- | ------------------------------ | ------------------------------------------------ |
| 雷蒙德·巴隆（Ray Barone）    | 雷·羅曼諾                      | 主人公，《紐約新聞報》的體育新聞記者。           |
| 黛布拉·巴隆（Debra Barone）  | 帕特里夏·希顿                  | 主人公妻子，一天到晚忍受婆家的怪人               |
| 羅伯特·巴隆（Robert Barone） | 布拉德·賈瑞特（Brad Garrett）  | 主人公大哥，警察，傻大個，常抱怨活在弟弟陰影下。 |
| 瑪莉·巴隆（Marie Barone）    | 多瑞絲·羅伯茨（Doris Roberts） | 主人公老媽，絮絮叨叨，佔有慾和控制慾極強。       |
| 弗蘭克·巴隆（Frank Barone）  | 彼得·博伊爾（Peter Boyle）     | 主人公老爸，土氣老頭子，興趣為和老伴拌嘴         |

## 简介
《人人都爱雷蒙德》讲述的是雷蒙德一家的日常生活剧中人物各种小事都记得一清二楚，动不动就拿出来说。故事主要围绕着婆媳之间、兄弟之间、夫妻之间、亲子之间的各种矛盾展开。此剧是由男主演的亲身经历改编而成，1996年在CBS首播。
最开始放在了星期五晚播出，後來移到了星期一晚，一直延续到今。20世纪90年代末期几年中，此剧一直稳稳占据着收视率排行榜前5名的位置。2005年5月16日的大結局有約三千万美國觀衆收看。此剧在紐西蘭亦一直有很好的收視。

## 成绩
- 2003年赢得最佳喜剧剧集奖。
- 女主角帕翠夏·希頓（雷的太太）2000、2001连着两年荣获喜剧类最佳女主角奖
- 女配角多瑞絲·羅伯茨（雷的老妈）在2001、2002、2003三年夺得艾美奖喜剧类最佳女配角。